# Логуа, Давид Нодариевич
Давид Нодариевич Логуа (6 июня 1991, Очамчира) — российский футболист, полузащитник.
Воспитанник юношеской команды «Ерцаху» Очамчира. На профессиональном уровне дебютировал в 2008 году в составе клуба второго дивизиона России «Краснодар». В апреле — июле провёл по четыре матча в первенстве и Кубке России, выходя на замену в середине или концовке второго тайма. Во второй половине сезона-2009 был в составе белорусского ФК «Минск». Сыграл 11 матчей, забил один гол за дублирующую команду, в чемпионате Белоруссии провёл один матч — 23 сентября в домашнем матче против «Шахтёра» Солигорск (1:1) вышел на замену на 88-й минуте. Выступал за ДЮСШ № 80 (Москва) в первенстве ЛФЛ (2010), абхазский СКА (Сухум, 2011). В сезоне 2011/12 сыграл пять матчей в третьей лиге Польши (D4) за «Варту» Серадз. В дальнейшем — игрок команд чемпионата Абхазии.
Финалист Суперкубка Абхазии 2018.
Брат Леван Логуа (род. 1994) и двоюродный брат Ираклий Логуа также футболисты.